# Riforme economiche sovietiche del 1985-1991
Le riforme economiche sovietiche del 1985-1991 costituiscono un complesso di interventi di riorganizzazione del sistema economico dell'URSS portato avanti dalla dirigenza del Paese dopo l'elezione di Michail Gorbačëv al ruolo di Segretario generale del PCUS, nell'ambito del più generale progetto di perestrojka ("ricostruzione") del sistema.

## I fattori storici
Dopo la Seconda guerra mondiale, l'obiettivo diplomatico primario di Stalin era di poter trattare da pari a pari con gli Stati Uniti. Questa politica è stata ripresa dai suoi successori, inizialmente con un incontestabile successo: nel campo militare seppur non venne raggiunta la parità nelle armi convenzionali, venne però rapidamente raggiunta per lo meno la parità nucleare (1949/53) e, per quanto riguarda la conquista dello spazio, l'Unione Sovietica, agli esordi, godeva di un ampio vantaggio (1957/65).
La prima delusione arrivò nella corsa per la Luna: nel luglio del 1969 la vittoria andò agli americani. I sovietici, in un primo momento, fecero credere che le loro priorità fossero altre. Infatti mandarono nello spazio il primo satellite e successivamente il primo astronauta in orbita. In effetti nel 1970 atterrarono sulla luna con il modulo automatico Luna 16 che riportò sulla terra una carota del terreno lunare. Nel 1975 i sovietici organizzarono con gli americani un volo in comune, il Programma test Apollo-Sojuz. In seguito l'URSS, intuendo che sul campo scientifico alla lunga non era possibile competere con gli USA, cercò d'instaurare rapporti scientifici e di organizzare congressi fra medici e chirurghi sovietici e americani, e più in genere di cercare un rapporto di collaborazione anziché di competizione con gli statunitensi.

## I limiti della produttività
La causa profonda di questo ritardo risiedeva nell'estremo centralismo economico dell'URSS che sopprimeva ogni iniziativa. L'economista sovietico Ovsij Liberman aveva individuato il problema già negli anni '60. Egli propose di concedere maggiore autonomia alle imprese e, in particolare, di permettergli di fissare la produzione in funzione degli ordini ricevuti e non degli obiettivi fissati dal regime. Aleksej Kosygin, eletto presidente del consiglio dei ministri nel 1964, avrebbe dovuto mettere in pratica la riforma. In realtà questa fu abbandonata negli anni ‘70, poiché toglieva potere ai membri del Partito a vantaggio dei tecnocrati. L'inconveniente maggiore di questo blocco fu quello di accelerare il declino dell'URSS.
Il KGB, diretto da Jurij Vladimirovič Andropov, di fronte a queste delusioni, alla fine degli anni '70, avvia uno studio riservato per calcolare il PNL sovietico secondo i criteri qualitativi occidentali, ossia con l'integrazione del concetto di valore aggiunto, e non più solamente il volume (numero di unità prodotte) come voleva la tradizione socialista. Il risultato fu molto sfavorevole e fornì la prova del declino dell'Unione sovietica che aveva visto la sua economia sorpassata da quella del Giappone e della Germania, vecchi nemici dell'URSS. D'altra parte la Repubblica popolare cinese, dal 1978, sotto la guida di Deng Xiaoping, aveva intrapreso una vera e propria rivoluzione economica che aveva in pratica ristabilito il capitalismo e dato una ventata di dinamismo all'economia cinese.
L'URSS doveva così confrontarsi con una situazione geopolitica nuova, più critica di quella degli anni '30:
- sia il Giappone sia la Germania possedevano ormai un'economia più potente della sua;
- la Cina aveva avviato una crescita economica senza precedenti;
- gli Stati Uniti, da sempre economicamente molto superiori, aumentavano lo scarto fra i due paesi.

Tutti questi paesi, più o meno limitrofi (tranne gli Stati Uniti), erano immischiati in un serio contenzioso territoriale con l'URSS.

### Le misure per un recupero
La dirigenza del PCUS, che stava invecchiando, era cosciente del pericolo, decise così di mettere al potere, l'11 marzo del 1985, un rappresentante della nuova generazione: Mikhail Gorbačëv, allora solo cinquantaquattrenne ma puro prodotto del regime. Il nuovo segretario generale del PCUS si sforzò di salvare il sistema attuando riforme strutturali molto profonde:
- restituzione (ma non vendita) della terra ai contadini che, per poterla coltivare, potevano godere di contratti d'affitto a lunghissima scadenza (50 anni),
- concessione ai privati di poter creare aziende private (ristoranti, saloni di parrucchiere, botteghe etc.),
- tentativo di liberalizzare l'attività delle grandi imprese statali[4] responsabilizzando il personale (relazione fra costo, ricavo e qualità prodotta; elezione dei dirigenti; autonomia finanziaria)[5],
- ridimensionamento del ruolo del Partito, a partire dal 1988-89, per via di una vera e propria liberalizzazione e instaurazione del pluralismo politico (liberazione di Andreï Sakharov; nuova legge sulla stampa, glasnost),
- riforma della costituzione del 1977 (instaurazione di una figura presidenziale; elezioni quasi del tutto libere, con più candidati, per i soviet; etc.)

Lenin, nel marzo 1921, aveva lanciato la NEP per salvare il nascente regime sovietico, sugli stessi principi: autosufficienza delle imprese statali, liberalizzazione del commercio interno, privatizzazione delle terre agricole, etc.

## L'avvio legislativo
Per l'attuazione della perestrojka venne costituita una commissione governativa, con a capo l'Accademico Leonid Abalkin  primo vice ministro, che si fece assistere dall'italiano Giancarlo Pallavicini, primo consulente occidentale del governo sovietico per la riforma dell'economia. Il suo primo impegno fu la formulazione di una legge antimonopolio, resa impossibile dalle particolari circostanze dell'economia centralizzata e fortemente osteggiata da Pallavicini. Il ritardo nell'eliminazione dei monopoli e nella privatizzazione delle attività produttive e dei servizi, sollecitata per interessi individuali o di gruppi, indebolì Gorbačëv, che non si oppose in misura adeguata al tentativo di golpe del 1991, in quanto rallentava la pressione su di lui esercitata da quelli che poi divennero i cosiddetti "oligarchi", e favorì l'avvento di Boris El'cin.
Dall'avvio della perestrojka l'iter legislativo evidenziò i seguenti passaggi. Nel luglio del 1987 il Soviet Supremo varò la nuova legge sulle imprese statali. La legge rese le imprese statali libere di fissare le loro quote di produzione in funzione della domanda dei mercati e delle altre imprese. Le imprese statali dovevano ottemperare agli ordinativi dello stato, ma diventarono libere di disporre del surplus produttivo a loro piacimento. Lo scambio delle materie prime tra le imprese avveniva da quel momento in poi a prezzi di mercato. Per la visibilità di tali prezzi e per agevolare le transazioni venne costituita a Mosca una borsa merci, ad iniziativa di privati. Le quotazioni, riguardanti gli scambi all'interno del paese, vennero talvolta utilizzate per speculazioni nell'esportazione di materie prime e semilavorati e per la costituzione di capitali all'estero.
Le imprese statali dovevano inoltre autofinanziarsi, coprendo i costi attraverso le vendite e non più attraverso i trasferimenti statali. Infine, la legge spostò il controllo delle imprese dai ministeri ai soviet aziendali eletti dai lavoratori, lasciando al Gosplan (Государственный комитет по планированию, Gosudarstvennyj komitet po planirovaniju, Comitato statale per la pianificazione) il solo compito di fornire linee guida generali e priorità negli investimenti, senza scendere nei dettagli della produzione.

## Le privatizzazioni
Nel maggio del 1988 entrò in vigore la nuova legge sui kolchoz; per la prima volta dopo l'esperimento della Nuova politica economica di Lenin negli anni venti in Unione Sovietica viene nuovamente consentita la proprietà privata delle imprese di commercio, produzione, servizi ed import-export. Ciò esercitò un certo impulso alle attività minori e laboratori, negozi e ristoranti gestiti da cooperative diventano parte del nuovo panorama economico sovietico. Le iniziali pesanti condizioni fiscali vennero successivamente attenuate per rendere possibile un adeguato drenaggio fiscale, reso difficile dall'eccessività delle aliquote e dall'inadeguatezza delle strutture di prelievo, che avrebbero vanificato per lungo tempo l'intento impositivo.
Un'altra riforma importante fu quella che consentì al capitale straniero di investire in Unione Sovietica attraverso la costituzione di joint-venture. Anche questa legge prevedeva inizialmente alcune restrizioni (49% massimo di capitale straniero e carica di Direttore rivestita da un cittadino sovietico), che vennero successivamente allentate. Permaneva tuttavia una seria difficoltà nell'esorbitante potere attribuito al Direttore, l'unica figura opponibile ai terzi ed in grado di disporre illimitatamente di tutti gli "asset" aziendali.

## La transizione

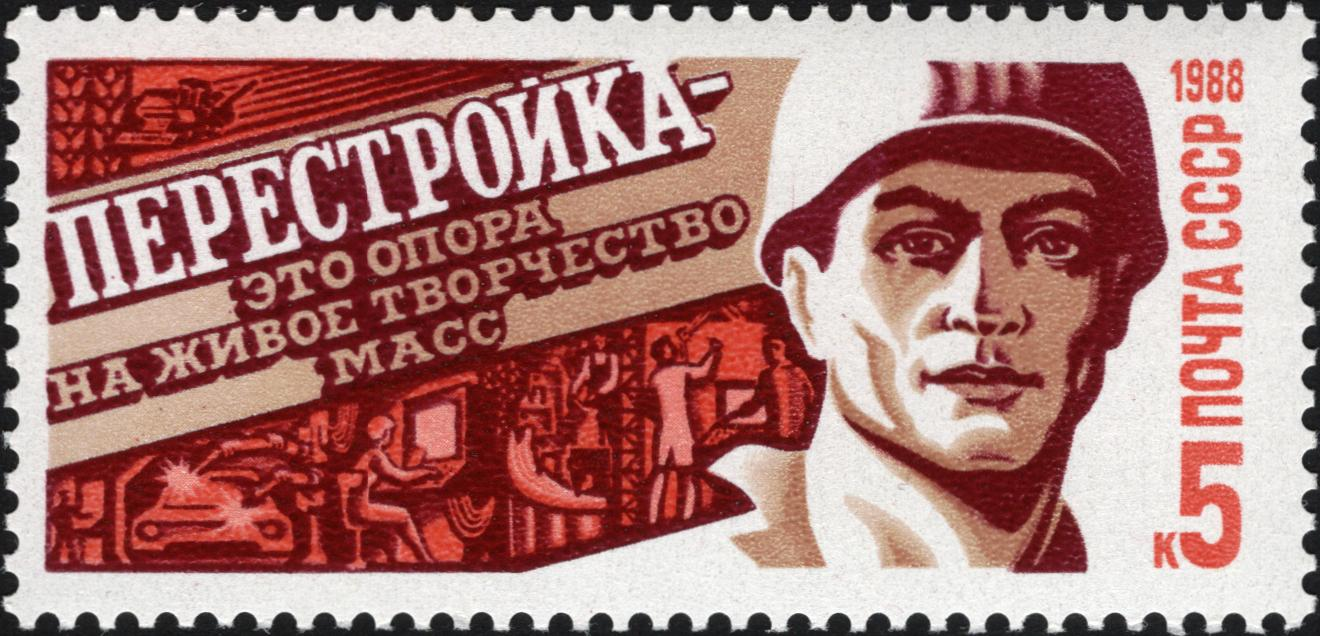
Francobollo sovietico commemorativo della Perestrojka. ("La perestrojka è sostegno alla viva creatività delle masse")

Benché coraggiose nell'ambito sovietico, le riforme lasciavano comunque inalterati alcuni principi fondamentali dell'economia sovietica, tra cui, oltre all'accennato potere del Direttore, il sistema di controllo dei prezzi, l'esclusione della proprietà privata dalle grandi imprese e il monopolio dello stato sulla maggior parte dei mezzi di produzione; nonostante si avesse una certa decentralizzazione, di cui però sembravano avvantaggiarsi soprattutto i responsabili delle unità di produzione, l'economia rimase stagnante, anche per la frequente e spesso contraddittoria adozione di norme legislative, regolamentari e amministrative, sollecitate da singoli interessi, talvolta in deroga alle stesse norme federali.
Nel 1990 il governo sovietico aveva praticamente perso il controllo dell'economia nazionale; le necessità di spesa pubblica andavano aumentando, mentre il gettito fiscale era quasi nullo, per effetto, oltre che delle circostanze dianzi richiamate, delle minori vendite di alcolici, nel tentativo di frenare l'alcolismo dilagante, e della maggiore autonomia concessa alle autorità locali. L'eliminazione dei meccanismi di controllo centrale sulla produzione, in special modo nel settore dei beni di consumo, portò al formarsi di colli di bottiglia nella produzione e nella distribuzione delle merci, arrivando anche a lasciare le grandi città in situazioni di penuria di articoli di prima necessità.
Il sistema economico ibrido tra un'economia centralizzata ed una di mercato, tipico della fase di transizione, incontrò le prime difficoltà e portò l'economia dalla stagnazione al collasso.
Tra il 1990 ed il 1991, in cui si ebbe lo scioglimento dell'Unione Sovietica voluto da El'cin, successivamente al tentativo di golpe, il prodotto interno lordo nazionale risultava diminuito del 17% con una super-inflazione del 14%, che ridusse fortemente il potere d'acquisto dei lavoratori ed erose i risparmi delle famiglie. In sintesi, la frequente consegna dei beni di produzione agli oligarchi, anche attraverso improprie forme di privatizzazione, il caos legislativo e l'eccesso di potere delle amministrazioni locali, talvolta in grado di legiferare anche in contrasto con le leggi federali, contribuirono all'estendersi della crisi dell'economia e del disagio delle popolazioni.
L'aspettativa di vita, inizialmente in forte rialzo con la perestrojka, andò bruscamente abbassandosi negli anni successivi, a riprova del caro prezzo fatto pagare alle popolazioni, ed ancor oggi evidenzia un forte divario rispetto agli altri paesi europei.

## Le cause dell'insuccesso
Queste riforme, spesso confusionarie, non si accompagnarono con l'instaurazione di un vero stato di diritto: i dirigenti del PC fecero di tutto per ostacolarle e impedirono che perdessero le loro prerogative e onnipotenza, così l'arbitrio restò onnipresente. Fallì l'instaurazione di un reale clima di fiducia, garantito da una legislazione precisa e rispettata dallo stesso stato, indispensabile per la riuscita delle riforme. Permaneva l'ostacolo politico e l'onnipotenza del Partito sollevata dalla riforma.
D'altra parte, il partito comunista era in questo periodo di trasformazioni più vulnerabile alla corruzione, specialmente le repubbliche asiatiche che si accaparravano le ricchezze prodotte a vantaggio dei suoi stessi membri. Il risultato fu lo sprofondamento dell'intera economia sovietica in una penuria ancora peggiore.
Gorbačëv voleva trasformare l'economia stagnante e inefficiente dell'URSS in un'economia di mercato decentralizzato, seppur sempre sotto l'egida del partito comunista. Questa politica di riforme socio-economiche, insieme alla glasnost (trasparenza, libertà di parola) dei media, non aveva, in nessun modo, intenzione di mettere in discussione i dogmi comunisti, voleva invece consolidare il regime comunista, indebolito dall'immobilismo della gerontocrazia degli ultimi decenni (Brežnev, Andropov, Černenko), facendo leva sul rilancio dell'economia e l'aumento della produttività. La politica di Gorbačëv mirava ad adeguare il socialismo sovietico all'evoluzione della società per dargli nuova ripresa.